# Rosario Rico Toro
Rosario del Pilar Rico Toro Gamarra (Cochabamba, Bolivia; 15 de septiembre de 1972) es una reina de belleza, modelo, empresaria y pintora boliviana, fue top 6 de Miss Universo 1990 y la boliviana que más lejos ha llegado en Miss Mundo o Miss Universo.  
Ganó la corona de Miss Cochabamba 1990 y representó a su ciudad natal en el Miss Bolivia, donde salió victoriosa y se dio a conocer a nivel nacional.
Luego de su participación en el Miss Universo 1990 Rosario concursó en el certamen Reina Del Mundo 1990 en Alemania quedando segunda finalista.
Actualmente radica en Estados Unidos y está dedicada a la importación de muebles y cerámica boliviana, con planes de expandir el negocio. Su hermana Jimena Rico Toro fue Miss Cochabamba y Miss Bolivia Mundo 2000. Su madre Rosario Gamarra fue Miss Cochabamba 1965 y su tía Jacqueline Gamarra fue Miss Cochabamba 1975 y Miss Bolivia Universo 1975. Rosario es madre de dos hijos.